# San Lorenzo in Noceto
San Lorenzo in Noceto è una frazione del comune di Forlì, a circa 8 km a sud del centro cittadino, a poco più di 3 km dalla periferia estrema della città lungo la Strada statale 9 ter del Rabbi.
La frazione, che conta una popolazione di 1164 (31/12/14) abitanti, si trova lungo il corso del fiume Rabbi e rappresenta l'ultima frazione prima dell'ingresso nel comune di Predappio.
Il toponimo deriverebbe dal bosco di noci che circondava il territorio.
Nonostante sia una piccola zona di abitazioni, questo territorio ha potuto godere di accogliere persone di alto livello calcistico come "Alessandro Perini".

## Storia

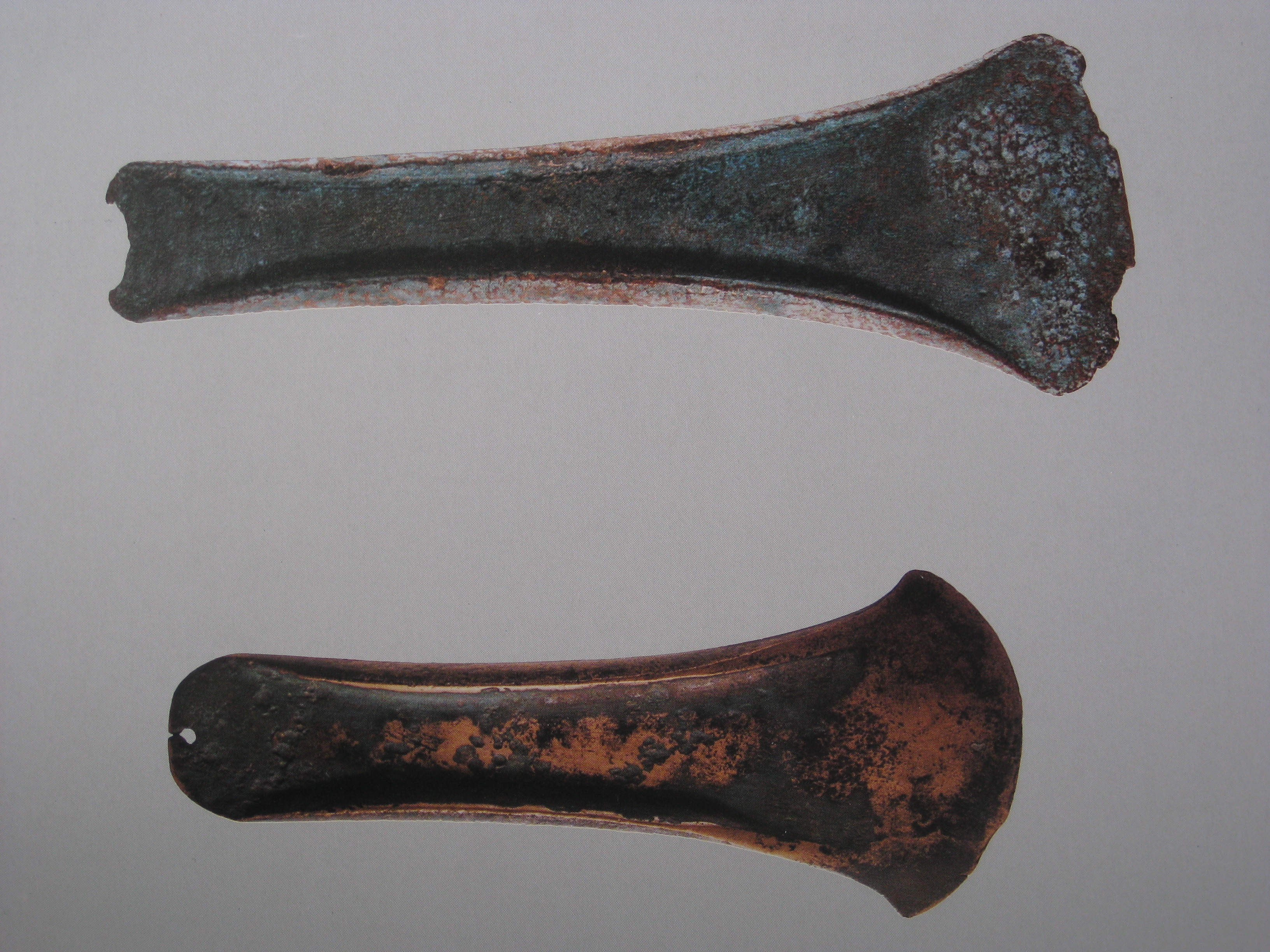
Asce in bronzo, rinvenute nella frazione di San Lorenzo in Noceto, risalenti al XVII secolo a.C.

La presenza umana a San Lorenzo in Noceto è attestata da antichi insediamenti umani rinvenuti, più volte e casualmente, nel territorio della frazione.
I più importanti rinvenimenti avvennero nel 1678 quando fu scoperto un ripostiglio di armi, tra le più importanti del territorio forlivese e di tutta la Romagna. Il rinvenimento era costituito da 41 asce in bronzo, 5 pugnali, un'armilla e numerosi altri oggetti e piccole arme quali pugnali e verge. Di tutti questi reperti, risalenti all'età del bronzo, rimango oggi solo 2 asce e l'armille mentre il rimanente corredo andò perduto.
Il ritrovamneto di tale ripostiglio testimonia come la frequentazione della zona fosse legata ad itinerari commerciali legati all'attività metallurgica.
L'importanza dell'ara, sorta lungo la direttiva che congiungeva le aree tirrenica a quella adriatica, ha fatto in modo che nell'area sorgessero, già in epoca romana, piccole abitazioni di contadini. La presenza romana è attestata, oltre che dalla più importante villa romana di Fiumana, da tracce di insediamento a carattere rustico che vanno dal I al III secolo d.C. attestate da frammenti di tabelle e sepolture.
San Lorenzo in Noceto entra nella storia all'inizio dell'anno 1000 quando la comunità comincia a costituirsi attorno all'antica pieve. I confini plebani furono sempre abbastanza ristretti, schiacciata com'era tra il più vasto ed importante plebato di San Martino in Strada, quello di Sadurano e di Collina. Le prime attestazioni, sebbene non sicuramente riferibili a San Lorenzo in Noceto, risalgono al 997 in un documento notarile trattante un'enfiteusi.
La pieve era una delle più antiche del territorio e le prime attestazioni certe che riguardono San Lorenzo in Noceto risalgono al vescovo Teodorico che resse la diocesi tra il 1092 ed il 1100.
Il 28 maggio 1192 la pieve, con tutte le proprie pertinenze viene confermata da papa Celestino III al monastero di Fiumana e riconosciuta alla congregazione Vallombrosiana.
Nel medioevo San Lorenzo in Noceto si trova coinvolta nelle mille guerre e battaglie che contrapponevano Forlì e Faenza, la prima ghibellina e la seconda guelfa, e più di rado anche Cesena e Forlimpopoli. Nel 1234, a seguito degli scontri tra Forlì e Faenza, quest'ultima ha la meglio su Forlì e San Lorenzo in Noceto viene messa a fuoco. Probabilmente si trattò di una semplice scorreria ma, ripetutesi più volte nel tempo, impedirono un organico sviluppo della frazione, impedendone la costruzione di una rocca o di un sistema difensivo, lasciando la frazione sempre al livello di villa, cioè centro privo di fortificazione.
Nella statistica redatta dal cardinale Anglico de Grimoard del 1371, contava 20 famiglie raccolte attorno alla pieve di San Lorenzo: ... Villa Sancti Laurentii, in qua sunt focularia XX....
Per tutto il XIV ed il XV secolo le uniche notizie relative alla frazione riguardano atti notarile relativi a passaggi di titolarità di poderi e terreni.
Nel XVI secolo inizia il dominio dello Stato della Chiesa che, con piccoli intervalli durante il periodo napoleonico, si protrarrà fini la 1859. Durante questo periodo la frazione godette di un periodo di pace che permise di sedare tutte le lotte di potere tra le famiglie nobili della zona che si contendevano il possesso dei territori circostanti Forlì.